# الحدود النمساوية السويسرية

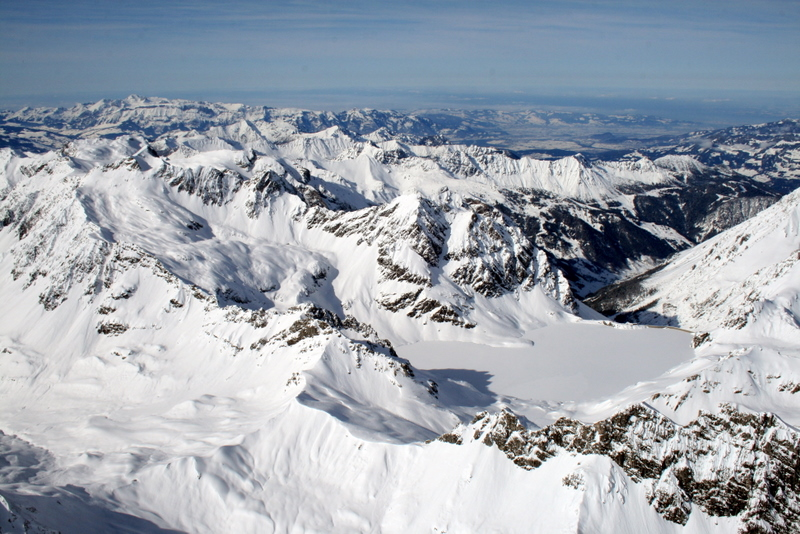
منظر جوي لونيري ، مع الحدود السويسرية النمساوية الممتدة على طول التلال في المقدمة ؛ تظهر شيسابلانا في الوسط على اليسار ، و سانتيس في الخلفية على اليسار ، ووادي Alpine Rhine و بحيرة كونستانس في الخلفية اليمنى

تشترك النمسا وسويسرا في حدود بطول 180 كم (110 ميل) في جزأين, تفصل بينهما ليختنشتاين, يمتد الامتداد الأطول عبر جبال الألب والجزء الأقصر الذي يتبع نهر الألب حتى فمه في بحيرة كونستانس.

## التاريخ
يعكس مسار الحدود في نهاية المطاف نجاح المنافسين المختلفين لعائلة هابسبورغ (وعلى الأخص الاتحاد السويسري القديم والرابطات الثلاث) في الحد من تأثير أبرشيدوق هابسبورغ النمسا في مناطق هابسبورغ الأصلية غرب نهر الراين في القرنين الرابع عشر والخامس عشر. كان الجزء الأكبر من منطقة جبال الألب من الحدود بالفعل هو الحدود الخارجية للرابطات الثلاث منذ القرن الخامس عشر (باستثناء فينشجاو ، التي حصلت عليها النمسا فقط في عام 1499 وظلت منطقة متنازع عليها حتى القرن الثامن عشر). على النقيض من ذلك ، فإن جبال الألب راين فالي لديها تاريخ إقطاعي معقد (تم الحصول عليه جزئيًا من قبل كونتات توجينبورغ خلال القرنين الرابع عشر والخامس عشر) ، لكن الأراضي الواقعة على ضفته اليسرى أصبحت مناطق خاضعة لسويسرا الحديثة بحلول القرن السابع عشر.
الحدود الحالية هي نتاج إنشاء الجمهورية الهيلفيتية في عام 1798. خلال القرن التاسع عشر كانت جزءًا من الحدود الغربية للإمبراطورية النمساوية وبعد ذلك النمسا-المجر, وفي القرن العشرين للجمهورية النمساوية الأولى, دولة النمسا وألمانيا النازية والنمسا التي احتلها الحلفاء, وفي النهاية النمسا الحديثة منذ تشكيلها في عام 1955. تم إنشاء ليختنشتاين كإمارة مستقلة في ظل صلح برسبورغ (1805) ، على الرغم من أنها ظلت اسمياً عضواً في اتحاد كونفدرالية الراين حتى عام 1866.
أدى انضمام سويسرا إلى منطقة شنغن في ديسمبر 2008 إلى إزالة جميع عمليات فحص جوازات السفر بين البلدين. ومع ذلك,000 يحتفظ مسؤولو الجمارك السويسريون والنمساويون بوجودهم في المعابر الحدودية التي يتردد عليها جيدًا حيث لا يزال لديهم سلطة إيقاف المسافرين لإجراء عمليات الفحص الجمركي ، حيث أن سويسرا خارج الاتحاد الجمركي للاتحاد الأوروبي.

## الجغرافيا
يقع الثلاثي السويسري النمساوي الإيطالي شمال بيتس لاد في إنجيدين. تتبع الحدود نهر إن بين مارتينا و ناديرس ثم تجري غربًا باتجاه سامنون. يمر عبر جبال الألب العالية, ويربط بين قمم غروبيليكوبف (2،894 م أو 9495 قدمًا) ، بوركيلكوبف (3،033 م أو 9،951 قدمًا), غريتسبيتز (2867 م أو 9406 قدمًا) ، بيتس روتس (3097 م أو 10161 قدمًا), فلوشثورن ( 3،398 م أو 11،148 قدمًا) ، أوجستينبيرج (3230 م أو 10600 قدمًا) ، بيز بوين (3312 م أو 10866 قدمًا) وجروس سيهورن (3،122 م أو 10243 قدمًا) ، تقريبًا بعد مستجمعات المياه الشمالية من إنجادين ، ثم إلى إسينتاليسبيتز (2873) متر أو 9426 قدمًا) وشيزابلانا (2964 مترًا أو 9724 قدمًا) ، على طول مستجمعات المياه الشمالية لوادي براتيجاو ، وتلتقي بالنقطة الجنوبية لسويسرا والنمسا وليختنشتاين عند نافكوبف (2،570 مترًا أو 8430 قدمًا).
من النقطة الثلاثية الشمالية السويسرية والنمساوية وليختنشتاين, تتبع الحدود السويسرية النمساوية نهر الألب (الذي شكل بالفعل الحدود السويسرية لليختنشتاين), ويمر شرق ديبولدساو ويصل إلى بحيرة كونستانس في راينك, يقع الثلاثي السويسري النمساوي الألماني داخل بحيرة كونستانس.